# Liste der Pfarren im Dekanat Gmünd
Das Dekanat Gmünd ist ein Dekanat der römisch-katholischen Diözese St. Pölten.

## Liste der Pfarren mit Kirchengebäuden und Kapellen
| Pfarre                    | Pfarrverband | Ink.           | Seit               | Patrozinium                   | Kirchengebäude und Kapellen                                                 | Bild |
| ------------------------- | ------------ | -------------- | ------------------ | ----------------------------- | --------------------------------------------------------------------------- | ---- |
| Bad Großpertholz          | Lainsitztal  |                | 1690               | Hl. Bartholomäus              | Pfarrkirche Bad Großpertholz                                                |      |
| Brand bei Gmünd           |              |                | 1784               | Hl. Andreas                   | Pfarrkirche Brand bei Gmünd                                                 |      |
| Dietmanns                 |              |                | 1783               | Hl. 14 Nothelfer              | Pfarrkirche Dietmanns in Großdietmanns                                      |      |
| Eggern                    |              |                | 1784               | Hl. Ägidius                   | Pfarrkirche Eggern                                                          |      |
| Eisgarn                   |              |                | 1338               | Mariä Himmelfahrt             | Stiftskirche Eisgarn                                                        |      |
| Gmünd-Neustadt            |              |                | 1948               | Heiligstes Herz Jesu          | Pfarrkirche Herz Jesu Gmünd                                                 |      |
| Gmünd-St. Stefan          |              |                | 16. Jh.            | Hl. Stephan                   | Pfarrkirche St. Stephan Gmünd                                               |      |
| Großschönau               |              | Zwettl (OCist) | 1332               | Hl. Leonhard                  | Pfarrkirche Großschönau Filialkirche Harmannstein, Ortskapelle Harmannstein |      |
| Harbach                   | Lainsitztal  |                | 1771               | Hl. Johannes der Täufer       | Pfarrkirche Harbach                                                         |      |
| Harmanschlag              | Lainsitztal  |                | vor 1395, neu 1784 | Hl. Wenzeslaus                | Pfarrkirche Harmanschlag                                                    |      |
| Haugschlag                |              |                | 1784               | Kreuzerhöhung                 | Pfarrkirche Haugschlag                                                      |      |
| Heidenreichstein          |              |                | 1230               | Hl. Margareta                 | Stadtpfarrkirche Heidenreichstein                                           |      |
| Heinrichs bei Weitra      |              |                | 1784               | Mariä Himmelfahrt             | Pfarrkirche Heinrichs bei Weitra                                            |      |
| Höhenberg                 |              |                | 1332               | Hl. Jakobus der Ältere        | Pfarrkirche Höhenberg                                                       |      |
| Hoheneich                 |              |                | nach 1400          | Unbefleckte Empfängnis Mariä  | Pfarrkirche Hoheneich                                                       |      |
| Karlstift                 | Lainsitztal  |                | 1784               | Hl. Karl Borromäus            | Pfarrkirche Karlstift                                                       |      |
| Kirchberg am Walde        |              |                | 12. Jh.            | Hl. Johannes der Täufer       | Pfarrkirche Kirchberg am Walde                                              |      |
| Langegg                   |              |                | 1784               | Mariä Himmelfahrt             | Pfarrkirche Langegg                                                         |      |
| Litschau                  |              |                | 12. Jh.            | Hl. Michael                   | Pfarrkirche Litschau                                                        |      |
| Nagelberg                 |              |                | 1960               | Hl. Josef der Arbeiter        | Pfarrkirche Nagelberg                                                       |      |
| Reingers                  |              |                | 1784               | Allerheiligste Dreifaltigkeit | Pfarrkirche Reingers Ortskapelle Leopoldsdorf                               |      |
| Schrems                   |              |                | vor 1332           | Mariä Himmelfahrt             | Pfarrkirche Schrems                                                         |      |
| Seyfrieds                 |              |                | 1180 und 1784      | Hl. Johannes der Täufer       | Pfarrkirche Seyfrieds                                                       |      |
| Siebenlinden              |              | Zwettl (OCist) | 1783               | Hl. Jakobus der Ältere        | Pfarrkirche Siebenlinden                                                    |      |
| Spital                    |              |                | 1298               | Hl. Johannes der Täufer       | Pfarrkirche Spital bei Weitra                                               |      |
| St. Martin im Waldviertel | Lainsitztal  |                | 16. Jh.            | Hl. Martin                    | Pfarrkirche St. Martin im Waldviertel                                       |      |
| St. Wolfgang bei Weitra   |              | Zwettl (OCist) | 1765               | Hl. Wolfgang                  | Pfarrkirche St. Wolfgang bei Weitra                                         |      |
| Süßenbach                 |              |                | 1784               | Hl. Margareta                 | Pfarrkirche Süßenbach                                                       |      |
| Unserfrau                 |              |                | 1340               | Mariä Geburt                  | Pfarrkirche Unserfrau                                                       |      |
| Waldenstein               |              |                | 1390               | Hl. Michael                   | Pfarrkirche Waldenstein                                                     |      |
| Weißenalbern              |              |                | 1392               | Hl. Johannes der Täufer       | Pfarrkirche Weißenalbern                                                    |      |
| Weitra                    |              |                | um 1160            | Hll. Petrus und Paulus        | Pfarrkirche Weitra                                                          |      |

## Dekanat Gmünd
2008 wurden im Zuge einer Strukturreform das Dekanat Gmünd mit dem Dekanat Weitra zusammengelegt und umfasst seitdem 32 Pfarren. Der Zusammenschluss wird mit dem Namen Dekanat Gmünd weitergeführt.

## Dechanten
- 1974–1977 und 1994–2002: Rudolf Stark (1930–2014) war als Pfarrer der Pfarrkirche Weitra Dechant vom ehemaligen Dekanat Weitra.[1]
- 2002–2016: Hermann Katzenschlager (1940–2021), war Pfarrer der Pfarrkirche Kirchberg am Walde, und Dechant.[2][3][4]
- Seit 2016: Herbert Schlosser, Pfarrer in Schrems und Langegg